# Sigrai Tibor
Sigrai Tibor (Kispest, 1931. október 27. - Budapest, 2014. szeptember 11.) okleveles híd- és szerkezetépítő mérnök, okleveles acélszerkezeti szakmérnök, címzetes egyetemi docens. A Lágymányosi (ma Rákóczi) híd tervezője.
Nős, két gyermek édesapja.

## Életút
Budapesti Műszaki Egyetemen végezte tanulmányait (1950–54), majd ugyanott műszaki doktori címet is szerzett 1976-ban.
Pályafutása jelentős részében az UVATERV Rt. mérnökeként (1956–), 1970-től irodavezetőjeként ill. irodaigazgatójaként tevékenykedett.
Jelentős kutatási, fejlesztési tevékenységet fejtett ki az acél-, vasbeton- és kábelhidak, valamint a vasbeton szerkezetek területén. Számos találmány és újítás tulajdonosa, több országos tervpályázaton nyert első díjat.

## Hidak, tervezések
Részt vett az Erzsébet híd, az algyői Tisza-híd, a Ferihegyi Repülőtér feljáróhídja, a hárosi Duna-híd, a kairói Fontana híd, számos autópályahíd és műtárgy, a Nyugati Pályaudvar vágánycsarnoka átépítése tervezésének irányításában. Vezetésével készült el az új lágymányosi közúti Duna-híd, az EXPO gyalogos Duna híd (az első magyarországi ferdekábeles híd) terve.
2007-ben jelképes összegért tervezett korszerű technikával kivitelezett, acélszerkezetű hidat Hernádcécén.

## Tudományos-szakmai munkásság
A hídépítés témakörében számos szakcikk szerzője. A Közlekedéstudományi Egyesület Mérnöki Szakosztály vezetőségének, a Közlekedés- és Mélyépítéstudományi Szemle szerkesztőbizottságának tagja.
A szakember még 2004-ben javaslatot tett az M0-s északi Duna-hídjának, a mai Megyeri hídnak a jóval olcsóbb és egyszerűbb megépítésére, azonban a tervet sem a Főpolgármesteri Hivatal, sem a MÁV nem támogatta.

## Díjak, kitüntetések
- Eötvös Loránd-díj (1984, 1996)
- Jáky József-díj (1991)
- Gábor Dénes-díj (1991)
- Széchenyi-díj (1997) – A hídszerkezet-tervezés és a mérnöki építészet terén bevezetett számos új műszaki megoldásért, korszerű tartószerkezetek kifejlesztéséért és esztétikailag is kiemelkedő alkotásaiért. Megosztott díj Knébel Jenővel.

Szakmai munkásságáért Magyar Köztársaság Csillagrendje kitüntetésben részesült.

## Külső hivatkozások
- Dr. Sigrai Tibor életrajza (Gábor Dénes-díjasok Klubja) Archiválva 2016. március 4-i dátummal a Wayback Machine-ben
- Dr. Sigrai Tibor adatlapja egy külföldi építészeti weboldalon
- Dr. Sigrai Tibor adatlapja a Magyar Mérnöki Kamara oldalán